# Шипицино (Кемеровская область)
Шипи́цино — деревня в Промышленновском районе Кемеровской области. Входит в состав Тарасовского сельского поселения.

## География
Центральная часть населённого пункта расположена на высоте 160 м над уровнем моря.

## Население
| 2010 |
| ---- |
| 217  |

### Половой состав
По данным Всероссийской переписи населения 2010 года, в деревне Шипицино проживало 217 человек (98 мужчин, 119 женщин).